# Flagge Griechenlands
Die heutige Flagge Griechenlands (griechisch Σημαία της Ελλάδας Simea tis Elladas) stand während der Geschichte des modernen Griechenlands in ständiger Konkurrenz zu einer einfachen blauen Flagge mit weißem Kreuz. Erst 1978 setzte sich das heutige Design als einzige Nationalflagge des Landes durch.

## Farbe und Bedeutung

Aufbau der Flagge

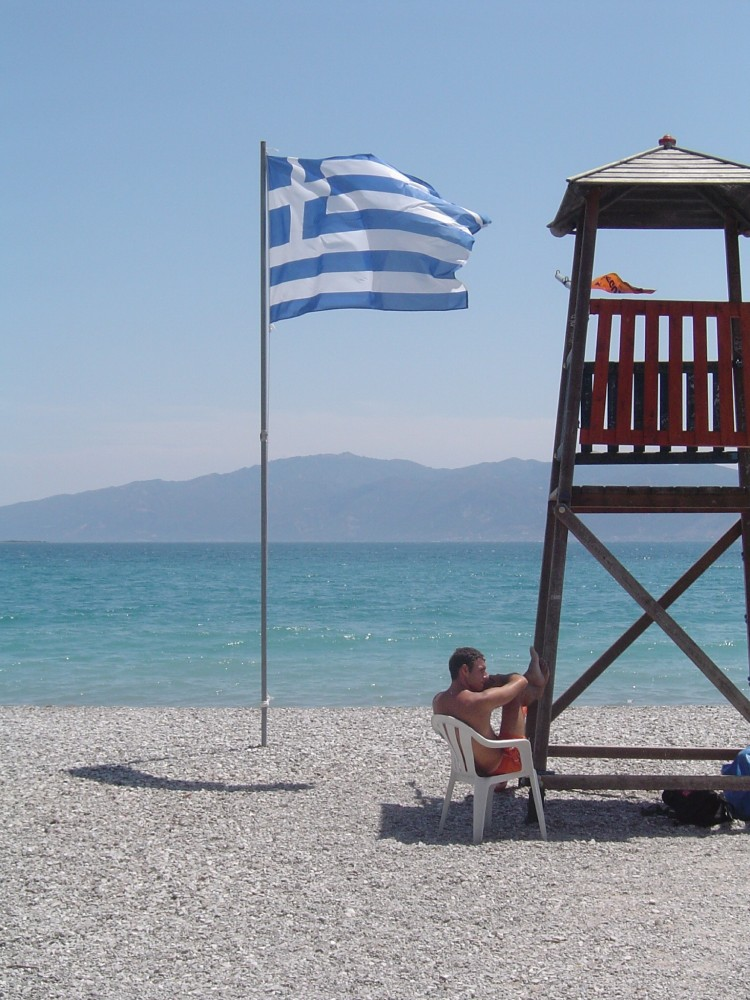
Die Nationalflagge an einem griechischen Strand

Obwohl die alte Nationalflagge keinen offiziellen Status mehr besitzt, findet sie als Symbol des Festlandes (bei Betrachtung der Nationalflagge als See- und "Insel"-Flagge) noch Anwendung. Mitunter werden beide Flaggen als Verbundenheit von Festland und See nebeneinander gehisst.

Die Nationalflagge besteht aus neun gleich breiten, horizontalen Streifen in blau und weiß. Im linken Obereck befindet sich ein weißes Kreuz auf blauem, quadratischem Grund. Die Seitenlänge des Quadrats entspricht der Breite von fünf der horizontalen Streifen, das weiße Kreuz hat die Breite eines dieser Streifen.
Die Farben Blau und Weiß lassen sich bis in das byzantinische Kaiserreich zurückführen. Das Blau variierte sehr oft. Während der Zeit des Königs Otto I. wurde ein Mittelblau nach Vorbild des Wappens der bayerischen Wittelsbacher verwendet. Die Griechische Militärjunta zwischen 1967 und 1974 benutzte ein sehr dunkles Blau. Im aktuellen Flaggengesetz ist von einem Hellblau die Rede. Meistens sieht man jedoch die Flagge in einem Ultramarinblau, so auch auf der Website des griechischen Präsidenten.
Die Flagge soll „Gottes Weisheit, Freiheit und das Land“ darstellen. Das Blau steht für das Meer und den Himmel, Weiß für die Reinheit des Kampfes um die Unabhängigkeit. Das Kreuz steht für die christliche Tradition Griechenlands, die vor allem durch die orthodoxe Kirche gepflegt wird. Die neun Streifen entsprechen den neun Silben des Wahlspruchs des griechischen Befreiungskrieges: Ε-λευ-θε-ρί-α ή Θά-να-τος E-lef-the-rí-a i thá-na-tos (deutsch Freiheit oder Tod). Eine weitere Erklärung wäre, dass das griechische Wort für Freiheit (Ελευθερία) neun Buchstaben hat. Eine dritte Auslegung ist, dass die vier weißen Streifen den vier Himmelsrichtungen und die fünf blauen Streifen den fünf Teilmeeren des Mittelmeers entsprechen, die an das Gebiet grenzen, das Griechenland im Namen der Megali Idea im 19. Jahrhundert anstrebte.

## Geschichte

### Antike und Mittelalter
Im antiken Griechenland gab es keine Flaggen als Erkennungszeichen. Stattdessen wurden als Feldzeichen Schilde mit verschiedenen gemalten Symbolen verwendet. Diese Symbole wurden ἐπίσημα episēma genannt. Bei Schiffen wurden die Segel gefärbt und bemalt, die Schiffe hatten außerdem Flaggen an den Masten. Sie wurden auch als Signalflaggen in der Seeschlacht verwendet. So war eine rote Flagge das Zeichen zum Angriff.
Unter der Kaiserdynastie der Palaiologen wurde im 14. Jahrhundert eine Flagge benutzt, die ein Kreuz mit einem B in jeder Ecke aufwies. Unter Kaiser Michael VIII. Palaiologos (1261–1282) wurde der doppelköpfige Adler Symbol des Reiches. Er findet sich heute in der Flagge der griechischen Orthodoxie wieder. Auch der Adler im Wappen Russlands stammt von diesem ab. Als Flagge wurde im 14. Jahrhundert eine Kombination aus dem Georgskreuz und dem Wappen der kaiserlichen Familie Palaiologos verwendet.
Zu Zeiten der osmanischen Herrschaft verwendeten die griechischen Handelsschiffe eine horizontale, rot-blau-rote Trikolore. Rot stand für das Osmanische Reich, Blau für die Griechen. Smyrna, das heutige Izmir, benutzte eine Variante mit fünf Streifen in abwechselndem Rot-Blau. Gemäß dem Frieden von Küçük Kaynarca (1774) durften Griechisch-Orthodoxe Handelsschiffe auch die russische Handelsfahne führen.

Flagge des Byzantinischen Reiches im 13.–14. Jahrhundert
Flagge griechischer Handelsschiffe im Osmanischen Reich
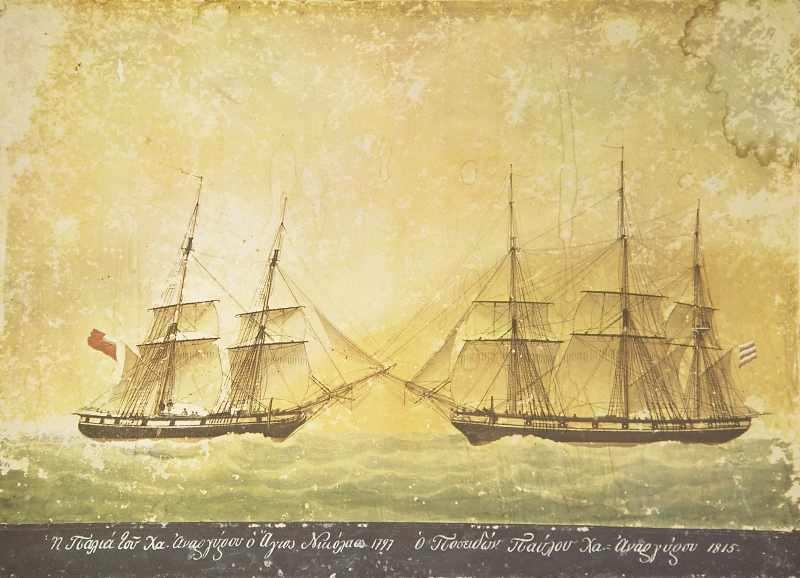
Schiffe der Anargyrou-Brüder aus Spetses, mit Varianten der russischen Flagge

### Griechische Kleinstaaten
1800 wurde aus den ursprünglich venezianischen Ionischen Inseln der erste griechische Staat der Moderne, die Republik der Ionischen Inseln. Als Flagge übernahm sie von Venedig den Markuslöwen auf blauem Grund. 1807 fielen die Inseln erneut unter französische Herrschaft, wurden aber 1815 britisches Protektorat und bildeten die Vereinigten Staaten der Ionischen Inseln. Zu dem Markuslöwen kam in der Gösch der britische Union Jack und die Flagge wurde rot umrahmt. 1864 schlossen sich die Ionischen Inseln dem inzwischen unabhängigen griechischen Staat an.
Während des Unabhängigkeitskrieges hatten griechische Rebellen zwar die Kontrolle über die Insel Samos gewonnen, doch 1830 wurde sie wieder an das Osmanische Reich zurückgegeben, erhielt dafür aber Sonderrechte. 1832 wurde unter osmanischer Oberhoheit das Fürstentum Samos gegründet. Zwischen 1834 und dem 24. November 1912 verwendete das Fürstentum als Flagge ein weißes Kreuz mit zwei roten Rechtecken oben und zwei blauen unten. Der Fürst führte eine blaue Flagge mit einem weißen Dreieck, in dem ein rotes Kreuz mit gleich langen Enden lag.
Während der verschiedenen griechischen Aufstände auf Kreta verwendeten die Rebellen eine Vielzahl von Flaggen. Kreta wurde 1898 als Teil des Osmanischen Reiches zum autonomen Fürstentum erklärt. 1913 wurde sie offiziell Teil Griechenlands. Der Kretische Staat verwendete als Flagge ein weißes Kreuz auf blauem Grund. Das Rechteck im oberen Liek war rot und trug einen weißen, fünfzackigen Stern als Zeichen der osmanischen Oberhoheit über die Insel. Die Flagge wurde nach der einseitigen und international nicht erkannten Union der Insel mit Griechenland im September 1908 durch die griechische Nationalflagge ersetzt.
Ikaria bildete seit 1835 mit den Inseln Patmos, Leros und Kalymnos eine Verwaltungseinheit im Osmanischen Reich. Nach der italienischen Besetzung der Dodekanes im italienisch-türkischen Krieg, trafen sich Vertreter der vier Inseln am 3. Junijul. / 16. Juni 1912greg., um die Gründung eines autonomen Ägäisstaates zu beschließen, der später mit Griechenland vereinigt werden sollte. Man wählte eine blaue Flagge mit weißem Kreuz, dessen Kreuzbalken nicht bis zum Rand der Flagge reichen. Da die Dodekanes bis 1947 bei Italien verblieben, wurde diese Flagge nach der Befreiung Ikarias Ende Juli 1912 nur vom Freistaat Ikaria verwendet, bis er am 4. Novemberjul. / 17. November 1912greg. von Griechenland besetzt und 1913 Teil des Landes wurde.

Republik der Ionischen Inseln (1800–1815)
Vereinigte Staaten der Ionischen Inseln (1815–1864)
Fürstentum Samos (1834–1912)
Fürstliche Flagge von Samos (1834–1912)
Freistaat Ikaria 1912
Kreta 1898 bis 1908

### Der moderne griechische Staat

Der Eid im Kloster Agia Lavra am 25. März 1821

Mit der Griechischen Revolution zwischen 1821 und 1829 befreiten sich die Peloponnes, Attika und das übrige Zentralgriechenland von der osmanischen Herrschaft. Während des Unabhängigkeitskampfes gegen die Osmanen verwendeten die Anhänger der Familie Kolokotronis und zypriotische Kämpfer von Hadjigeorgios ein blaues Kreuz auf weißem Grund. Eventuell wurde es bereits von den Revolutionären unter Mellissinos Makarios von 1769 verwendet. Die griechische Guerilla benutzte in dieser Zeit eine horizontale gelb-blau-weiße Trikolore mit einem weißen Kreuz im blauen Streifen in einem Lorbeerkranz. Am 21. März 1821 setzte Andreas Londos eine rote Flagge mit einem schwarzen, lateinischen Kreuz über einem mit den Spitzen nach unten gedrehten weißen Halbmond. Die Rückseite der Flagge war nur rot.
Im Januar 1822 wurden Blau und Weiß als Nationalfarben angenommen. Am 27. März (nach dem Julianischen Kalender am 15. März) wurde die Flagge amtlich festgelegt. Die Flagge, die heute die einheitliche Nationalflagge ist, diente zunächst als Kriegsflagge zur See. Als Kriegsflagge zu Land diente ein weißes Kreuz auf blauem Grund; für Handelsschiffe wurde eine blaue Flagge verwendet, die im Kanton ein weißes Rechteck mit blauem Kreuz hatte.
Zwischen 1828 und 1970 wurde die Flagge mit den Streifen außerhalb Griechenlands und die Kreuzflagge nur im Inland verwendet. Die alte Handelsflagge wurde abgeschafft, stattdessen verwendeten zivile Schiffe nun auch die Streifenflagge.
Das Königreich Griechenland zeigte eine Krone in den Kriegs- und Staatsflagge. Unter den Wittelsbacher Königen wurde auch das Wittelsbacher Wappen verwendet.
Ab dem 18. August 1970 wurde unter der Militärdiktatur aufgrund der Bedeutung der Seefahrt für Griechenland die Streifenflagge die einzige Nationalflagge des Landes. Sie hatte ein Seitenverhältnis von 7:12. Zwischen Juni 1975 und Dezember 1978 wurde die Kreuzflagge zur einzigen Flagge, danach wurde es wieder offiziell die Streifenflagge. Trotzdem wird die Kreuzflagge noch immer von der griechischen Armee bei Paraden und als Symbol auf ihren Fahrzeugen verwendet.

Flagge Griechenlands während des Unabhängigkeitskrieges 1821
Nationalflagge zu Land 1822 bis 1970 und 1975 bis 1978, zudem Staats- und Kriegsflagge zu Land 1822 bis 1832, 1924 bis 1935 und 1975 bis 1978
Staatsflagge zu Land 1862 bis 1924 und 1935 bis 1970 mit der heraldischen Version der königlich-griechischen Zeremonialkrone
7:12  Nationalflagge zwischen 1970 und 1975

## Standarten der Republik
Die Standarte des Präsidenten zeigt auf blauem Grund das Wappen Griechenlands, allerdings ist der Lorbeerkranz golden statt des sonst üblichen Grüns. Die Standarte wurde 1979 eingeführt. Auch Premierminister und Verteidigungsminister verfügen über Standarten. Die Standarte für die anderen Minister ist nicht mehr im Gebrauch. Allgemein ist zu beobachten, dass griechische Politiker meist auf das Führen der Standarte an Fahrzeugen verzichten. Ausnahmen stellen Staatsbesuche dar, wo fremde Standarten neben der griechischen geführt werden.

Standarte des Präsidenten
Standarte des Premierministers (für Kriegsschiffe)
Standarte des Verteidigungsministers (für Kriegsschiffe)
Ehemalige Standarte für andere Minister (für Kriegsschiffe)
Gösch der Marine

## Historische Flaggen mit Bezug zur Nationalflagge

### Standarten des Königshauses (historisch, bis 1973)
Sowohl der König als Staatsoberhaupt, als auch die königliche Familie führten eigene Standarten.

Standarte König Ottos
Standarte König Ottos zur See
Standarte der königlichen Familie ab 1863
Standarte König Georgs I.
Standarte König Konstantins I.
Standarte der königlichen Familie ab 1935
Standarte König Konstantins II.

### Zur See (historisch, bis 1970)
Die Flagge Griechenlands geht aus der Staats- und Kriegsflagge zur See hervor. Seit 1970 gibt es keine separate Flagge zur See mehr.

Handelsflagge zwischen 1822 und 1828
Staats- und Kriegsflagge zur See 1833 bis 1862
Staats- und Kriegsflagge zur See 1862 bis 1924 und 1935 bis 1970

### Weitere

Luftstreitkräfte (bis 1978)
Küstenwache (bis 1980)

## Regionale Flaggen Griechenlands

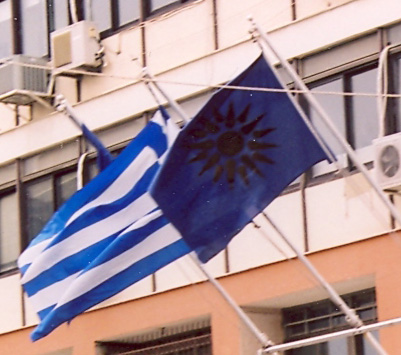
Nationalflagge und Flagge mit goldener Vergina-Sonne in Kozani

Während die griechischen Regionen (periféries) und Gemeinden (dimi) das griechische Staatssiegel mit dem Namen der jeweiligen Gebietskörperschaft als Hoheitszeichen verwenden und keine offiziellen regionalen oder kommunalen Flaggen geführt werden, verwenden gelegentlich Präfekturen, Inseln oder Gemeinden neben dem üblichen Siegel auch eigene Flaggen.
In Attika wird eine blaue Flagge mit weißem Kreuz und rot-gelben Rand verwendet. Gemeinden der Region belegen das Kreuz mit einer weiß-goldenen Scheibe mit einem eigenen Symbol. So benutzt Athen als Symbol den Kopf der Göttin Athene.
In Makedonien wird inoffiziell eine blaue Flagge mit dem goldenen Stern von Vergina verwendet. Das Symbol geht auf das antike Makedonien zurück. Diese Flaggen wurden populär, als die jugoslawische Teilrepublik Mazedonien 1992 als Republik Mazedonien unabhängig wurde und eine Flagge mit dem Stern von Vergina auf rotem Hintergrund annahm. Da Griechenland das Symbol als Bestandteil seines kulturellen Erbes betrachtet kam es zwischen den beiden Ländern zu einem Flaggenstreit. Schließlich änderte die Republik Mazedonien ihre Flagge im Jahr 1995 ab.
In der Region Mani sieht man oft eine Flagge mit blauem Kreuz auf weißem Grund und blauer, schwarzer oder goldener Schrift. Über dem Kreuz steht ΝΙΚΗ Ή ΘΑΝΑΤΟΣ („Sieg oder Tod“), unterhalb ΤΑΝ Ή ΕΠΙ ΤΑΣ (Anspielung auf altgriechisch Ἢ τὰν ἢ ἐπὶ τᾶς „Entweder der Schild oder auf dem Schild!“). Die Flagge wurde ursprünglich im Unabhängigkeitskrieg von lokalen Kriegsherren verwendet.

Attika
Region Makedonien
Mani

Flaggen der unteren Gebietskörperschaften:

Flagge der attischen Gemeinde Papagos
Gemeinde Thessaloniki
Auf der Insel Psara verwendete Flagge

## Historische regionale Flaggen mit ethnischem Bezug
Flaggen von griechischen Minderheiten im Ausland und Minderheiten in Griechenland

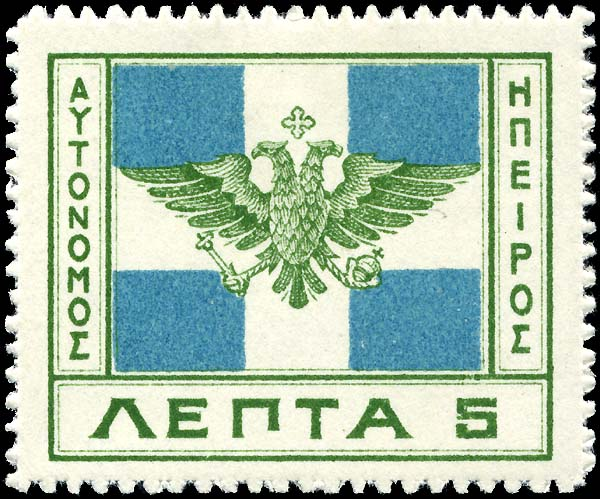
Die Flagge des „Autonomen Epirus“ auf einer Briefmarke
Griechen in Nordepirus/Albanien
Republik Gumuljina 1913

Im Ersten Balkankrieg wurde am 14. Juli 1913 die westthrakische Stadt Gümülcine, heute Komotini, durch griechische Truppen eingenommen. Nach dem Abzug der griechischen Truppen eroberten Muslimische Freischärler die Stadt am 31. August zurück und riefen die Republik Gumuljina aus. Ihre grün-weiß-schwarze Flagge wehte aber nur 56 Tage, bevor das Gebiet bulgarisch wurde. Heute heißt die Stadt Komotini und ist Teil des griechischen Thrakiens. Die türkische Minderheit der Region verwendet die Flagge als ihr Symbol.
Die griechische Minderheit im albanischen Nordepirus verwendet eine Flagge mit blauem Kreuz auf weißem Grund und blauer Umrandung. Das Zentrum des Kreuzes ist mit dem schwarzen doppelköpfigen, albanischen Adler belegt. Gleichzeitig ähnelt es der Flagge des 1914 für kurze Zeit ausgerufenen, griechisch dominierten Staats Autonomes Epirus, die die Flagge aus dem griechischen Unabhängigkeitskrieg, belegt mit dem byzantinischen Adler zeigte.

## Religiöse Flaggen
Vor griechischen Kirchen und in der Autonomen Mönchsrepublik Athos weht häufig eine gelbe Flagge mit einem schwarzen Doppeladler. Obwohl sie keinen offiziellen Status besitzt (die Kirche von Griechenland verwendet einen dunkelroten Doppeladler auf weißem Grund), symbolisiert sie die Orthodoxe Kirche. Der doppelköpfige Adler war das Symbol von Michael VIII. Palaiologos, der Konstantinopel 1261 von den Kreuzfahrern zurückeroberte. Der Doppelkopf symbolisierte die zwei Kontinente Asien und Europa, auf denen sein Reich lag. Es wurde bald Symbol nicht nur der Dynastie, sondern des gesamten Byzantinischen Reichs. Die Dynastie der Palaiologen war die letzte griechisch-byzantinische, die Konstantinopel beherrschte, 1453 fiel es an die Osmanen. Die beiden griechisch-orthodoxen Kirchen in Griechenland stellen mit dieser Flagge eine Verbindung zum alten Byzanz her.

Symbol der Palaiologen
Symbol der Kirche von Griechenland
Flagge der griechisch-orthodoxen Kirche